# Peugeot 807
Peugeot 807 je jednovolumen, kojeg od 2002. godine proizvodi francuski proizvođač Sevel Nord za Peugeot, Citroën i Fiat grupu.
Model je na tržištu zamijenio nasljednik Peugeot 806, a isti model prodaje se i pod nazivima Citroën C8, Fiat Ulysse i Lancia Phedra.